# I. Tamar grúz királynő
Tamar, oroszosan: Tamara, grúzul: Tamar Mepe თამარ მეფე („Tamar király”) vagy Tamari თამარი, uralkodói névként I. Tamar (1160 körül – Agarani, Grúzia, 1213. január 18.) grúz királynő volt 1184-től 1213-ig, a Bagrationi-ház tagja.
A középkori Grúzia egyik legnagyobb uralkodójaként tartják számon és az ő ideje alatt érte el Grúzia a legnagyobb területi kiterjedését, kihasználva a régió többi nagyhatalmának hanyatlását.
Korát (11-13. század) „Grúzia aranykorának” is nevezik. Alattvalóitól a „királyok királya, királynők királynője” melléknevet kapta. Az ortodox keresztények szentként tisztelik, Nagy Szent Tamara néven. Fegyverrel kényszerítette térdre Grúzia szinte valamennyi muzulmán szomszédját.

## Uralkodása

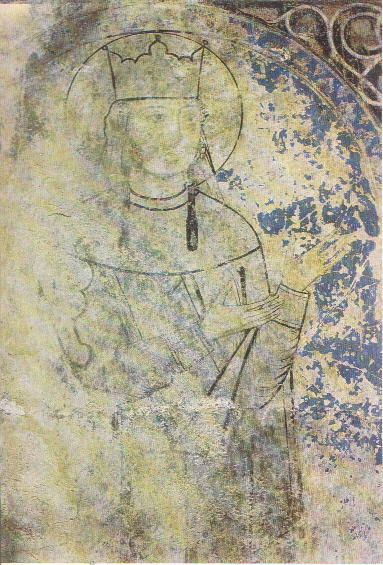
A Kintsvisi kolostor falfestményén

### Gyermekkora, belső nehézségek
III. György (Giorgi) grúz király és felesége, Burduhan (Guranduht) királyné (Huddan alán király lánya) idősebbik leányaként.
III. György trónbitorlóként unokaöccse, Demna (Demeter) herceg – Giorgi bátyja, IV. (V.) Dávid (–1155/56) fia – elé lépett az uralkodásban: nem elégedett meg a régensi címmel, és Grúzia királyának nyilvánította magát.
Unokaöccse azonban nagykorúsága elérésekor, 1177-ben fellázadt nagybátyja uralma ellen. III. György legyőzte és kasztráltatta Demnát, aki – valószínűleg nem sokkal ezután – meghalt. III. György, fiai nem lévén, Tamar trónutódlását igyekezett elérni. Az ország történetében példátlan módon leányát még életében megkoronáztatta és uralkodótársává tette. Ez 1178-ban történt, az ősi koronázó városban, Mchetában. Giorgi egyúttal örökösévé tette leányát, hogy ezzel elkerülhetők legyenek az örökösödési viták, és a kor hagyományai szerint fiúsíttatta. Egyedüli uralkodóként a lány apja halála után, 1184-ben lépett trónra, amikor ismét megkoronázták Mchetában. Mint szuverén uralkodónak, a címe „király” volt: grúz nyelven „Tamar király” néven („Mepe Tamar”) említik.
Trónra lépése után azonnal pártütés támadt: a „pénzügyminiszter” (mechrurchletukhutsesi), Kutlu Arszlán vezette nemesi csoport azt követelte, hogy az uralkodó ossza meg hatalmát a karavi nevű testülettel. Tamara elutasította a követelést és elfogatta Arszlánt, mire annak hívei a királyi palota ellen vonultak. A királynőnek azonban sikerült megegyeznie a lázadókkal: Arszlánt elengedték, a karavi azonban csak korlátozott jogköröket kapott.
Annak ellenére, hogy Tamar már trónra lépésekor nagykorú volt, nagynénje, Ruszudani, II. Izjaszláv kijevi nagyherceg (1097 – 1154) özvegye régensként átvette a hatalmat a királynő felett. Beleszólt a házastárs kiválasztásába, melynek révén kitűnő orosz kapcsolatait kihasználva házasságot hozott tető alá 1185-ben a Rurik-dinasztia egyik hercegével, György (Jurij) novgorodi herceggel, aki I. Andrásnak, Vlagyimir nagyhercegének és egy alán hercegnőnek volt a fia. A házasság a grúz nemesek egy csoportjának helyeslésével történt.
Gyermekük nem született, és a királynő hamar kiábrándult férjéből, aki erkölcstelen, iszákos életet élt. 1187-ben elvált tőle és maga választott új férjet: az alán Dávid Szoszlanit, Alánia hercegét, aki a Bagrationi-ház egyik oldalágából származott. Férjét a kor szokásaihoz híven uralkodótársává tette, akire a hadsereg vezetésének terhe hárult, de Tamar királynő számos alkalommal maga is csatába szállt férje oldalán. Tamar uralkodói jogai ezzel nem csorbultak, maga uralkodott, továbbra is a „királyok királya” maradt. Első férje, Jurij nem nyugodott bele a megaláztatásba: elégedetlen grúz nemesek élén kétszer is sikertelen felkelést szervezett 1191-ben.

### Hadjáratok

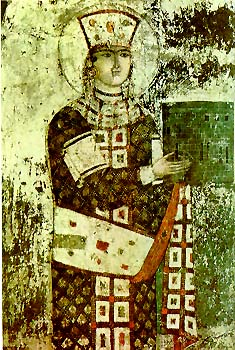
Tamara királynő, a Vardzia kolostor falfestménye

A Grúz Királyság legnagyobb kiterjedése idején 1213-ban, I. Tamar grúz királynőnek a halálakor

Miután megszilárdította a királyság belső helyzetét, Tamara hozzáfogott, hogy folytassa apja agresszív külpolitikáját, és megtámadta a szomszédos szeldzsuk uralkodókat. A harcmezőn vezényelte hadseregét, 1193-ban Bardavban vívott sikeres hadjáratot. Ezt követően férjével együtt Erzurum ellen indult.
A szeldzsukok és szövetségeseik az Araxész folyó partján teleltek. A muszlim hadsereget Abu-Bakr, Azerbajdzsán atabégje vezette. A csatát 1195-ben Samkir mellett vívták, ami teljes grúz győzelemmel végződött. Elfoglalták a várost és a környező területeket, és a sirvansah uralma alá rendelték, akinek vállalnia kellett, hogy Tamara vazallusa lesz. Ezután a grúzok Gandzsába vonultak.
A grúz győzelmek riadalmat keltettek a szomszédos muszlim államokban. Rukn ad-Din, Asia Minor szeldzsuk szultánja elszánta magát, hogy megtöri a keresztény Grúzia erejét. 1203-ban ütközetre került sor a szultán és a grúzok közt. A Basian közelében vívott csatában a szeldzsuk sereg óriási létszáma ellenére (a korabeli források 400 000-re becsülték) David Szoszlani újabb nagy győzelmet aratott.
Tamara uralma alatt Grúzia politikai, gazdasági és kulturális ereje csúcsára jutott. 1201 és 1203 között a grúzok elfoglalták az örmény Ani és Dvin uralkodói székhelyeket. 1204-ben Tamara serege bevette Karsz városát.
Ugyancsak 1204-ben Tamar fontos szerepet játszott Trapezunt államának megalapításában a Fekete-tenger déli partvidékén (ennek fővárosa a mai törökországi Trabzon volt). Az új államban élt a grúz láz törzs. Efelett a Komnénosz család uralkodott, amelynek tagjai az európai keresztesek és saját konstantinápolyi alattvalóik elől menekültek el 1185-ben, mikor I. Andronikosz bizánci császárt egy felkelés megbuktatta és menekülni kényszerült. Hajóját azonban visszafújta a szél a kikötőbe, az uralkodót felkoncolták, fiát szintén meggyilkolták, az unokáit, akik a királynő rokonai voltak, viszont Tamarnak sikerült kimenekítenie Konstantinápolyból. A Trapezunti Császárság első uralkodója, I. Andronikosz Komnénosz császár unokája, I. Alexiosz Megasz Komnénosz, Tamara unokaöccse lett, aki vagy a húgának vagy Demna unokabátyja húgának volt a fia.
1208-ban és 1209-ben a grúzok leigázták Khlat, Arcses és Ardabil államokat, 1210-ben pedig feldúlták Perzsia északi részét.
1212-ben a kelet-grúziai hegylakók, a phkovok és a didók felkeltek Tamara uralma ellen, de a Joane Mkhardzeli vezette grúz hadsereg augusztusra leverte a lázadást.
Tamara sokat tett a grúz kultúra és vallás felvirágoztatásáért. Nagyszámú grúz ortodox templomot építtetett. 1213-ban halt meg, és a grúz ortodox egyház szentté avatta.
Utóda a trónon fia, IV. (Lasa) György volt. Ruszudani lányából is királynő lett, 1223 és 1245 között.

## Utódlása
I. Tamar királynő első házassága gyermektelen maradt, első férje, Giorgi Ruszi király szemére is vetette a királynő gyermektelenségét, hiszen a középkorban mindig a nőt hibáztatták, ha nem született utód. Második házassága is sokáig gyermektelen volt, így tanácsadóira hallgatva a királynő ellátogatott a férjével egy ősi pogány helyre, a Lasari-szentélybe, amely termékenységet adó hely volt az ősi hit szerint, ahol egy éjszakát eltöltöttek együtt. A királynő teherbe is esett, és megszülte a várva-várt fiú trónörököst 1193-ban, aki a keresztségben a György (Giorgi) nevet kapta, de járulékos névként megkapta az ősi istenség nevét, a Lasát is, így Giorgi Lasaként is emlegették. Hamarosan újra anyai örömök elé nézett, és 1195 egy kislánynak adott életet, akit Ruszudaninak kereszteltek. Gyermekeit odaadóan szerette, és jó anyaként nevelte őket. Férje halála után, 1207-ben fiát a kor szokásaihoz híven társuralkodóvá tette, de csak névleg, haláláig ő maradt a tényleges uralkodó. 1213. január 18-án Agarani várában halt meg, és Gelatiban a Szent György Székesegyházban temették el. Később az ortodox egyház szentté avatta, és Nagy Szent Tamara néven tiszteli. Ünnepnapja május 1-je.

## Tisztelete a nyugati világban
I. Tamar királynőt nemcsak hazájában, Grúziában és a Keleti egyházban tisztelik, hanem a Nyugat államai is már életében nagy tisztelettél övezték, és híre eljutott Európa valamennyi országába. A nagyrabecsülését annak köszönheti, hogy 1192-ben meg akarta vásárolni az Igaz Keresztet (Jézus keresztjét) Szaladin szultántól 200 000 dinárért, aki 1187-ben elfoglalta Jeruzsálemet, és a Jeruzsálemi Királyság nagy részét. A szultán végül nem adta el neki a keresztet, de ez a tette nagy visszhangot váltott ki a Nyugat közvéleményében, és nagy elismeréssel adóztak e távoli keleti birodalom uralkodónőjének, és Grúzia gazdagságát méltatták, ezért is nevezik Tamar királynő uralkodását aranykornak.

## Uralkodói címe
Uralkodói címe, mint minden grúz uralkodónak, a következő volt: Őfelsége, a legmagasabb rangú Tamar király, Isten akaratából, az abházok, kartveliek (grúzok), raniak, kahetiek és az örmények királynőjének királya és királynője, Sirván uralkodója (Sirvánsah), Királyok királya (Sahansah), Kelet és Nyugat ura, a világ és a hit dicsősége, a Messiás bajnoka.

## Alakja az irodalomban
Tamar királynő alakját még életében udvari költője, Sota Rusztaveli szedte versbe és énekelte meg, mely A párducbőrös lovag címmel vált ismertté és híressé.

## Kulturális öröksége

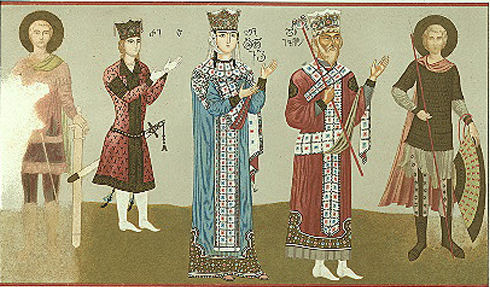
A Betánia kolostor freskója (Gagarin herceg rekonstrukciója, középen Tamar, jobbján IV. György, balján III. György.

Alakja modern képének kialakulására erős hatást gyakorolt a 19. századi romantika és a grúz értelmiség köreiben ekkor felnövő nacionalizmus. A század orosz és nyugati irodalmában alakja köré a kelethez és a keleti nőkhöz szövődő tipikus képzetek társultak. Jakob Philipp Fallmerayer tiroli író úgy írta le Tamart, mint „a kaukázusi Szemiramisz”.".
Szintén a Kaukázus egzotikumától megérintve Mihail Lermontov orosz költő Tamara (oroszul Тамара; 1841) címmel írt romantikus költeményt, felhasználva a régi grúz mondát egy szirénszerű hegyi hercegnőről, akinek a költő a Tamara királynő nevet adta. Bár a Lermontov festette képnek a pusztító csábítóról nem volt történelmi alakja, a vers hatása elég nagy volt ahhoz, hogy a szexualitás atmoszféráját teremtse meg a királynő képe fölé. Milij Balakirev szimfóniát írt a versből, amelyet 1912-ben Az Orosz Balett előadásainak részeként mutattak be az európai közönségnek Leon Bakszt fűtött keleti díszleteivel. Knut Hamsun 1903-ban darabot írt Tamara királynő (Dronning Tamara) címmel, amely nem volt sikeres, de a főhősben a kritikusok a „középkori jelmezbe öltöztetett modern nőt” látták.
A grúz irodalomban is romanticizálódott Tamar képe, de egészen másképpen, mint az orosz és nyugati irodalmakban. A grúz romantikusok megőrizték az erkölcsös életű, nemes hölgy középkori hagyományát, akinek egész életében háborúk közepette kellett uralkodnia. E hagyományt táplálta az is, amikor Grigorij Grigorjevics Gagarin herceg az 1840-es években felfedezte és restaurálta Tamar 13. századi festett ábrázolását az akkor még romokban álló Betánia kolostorban. A freskó alapján számtalan nyomat terjedt el Grúziaszerte és versre ihlette Grigol Orbeliani költőt. A grúz értelmiség köreiben Tamar egyébként is jelkép értékűvé vált az orosz megszállás idején, mint a grúz szabadság és önrendelkezés, „a régi szép idők” szimbóluma.
A grúz 50 laris bankjegyen az ő képe szerepel.

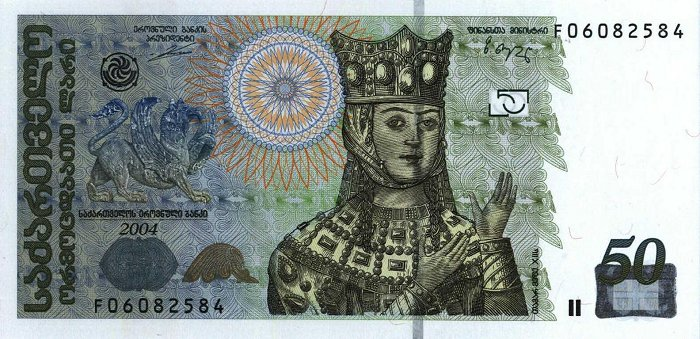
50 lari

### Szakirodalom
- Dumin, Stanislav & Petr Grebelsky: The Families of the Nobility of the Russian Empire, Third Volume, Princes, Moszkva, Likominvest, 1996
- Fraser, Antonia: Kaukázus oroszlánja in A. F.: Amazonkirálynők: Boadicea szekere, Európa Könyvkiadó, Budapest, 214-232, 1998 (eredeti kiadás: Antonia Fraser: The Warrior Queens: Boadicea's Chariot, Weidenfeld & Nicolson, London, 1988)
- Tardy Lajos: Kaukázusi magyar tükör. Magyarok, grúzok, cserkeszek a kezdetektől 1848-ig, Akadémiai Kiadó, Budapest, 1988
- Toumanoff, Cyrille: Les Dynasties de la Caucasie Chrétienne de l'Antiquité jusqu'au XIXe siècle. Tables généalogiques et chronologiques, Roma, 1990

### Szépirodalom
- Rusztaveli, Sota: Tariel, a párducbőrös lovag (Vikár Béla fordításában, Zichy Mihály képeivel), Athenaeum Irodalmi és Nyomdai Rt., 1917
- Rusztaveli, Sota: A tigrisbőrös lovag (Weöres Sándor fordításában, Zichy Mihály képeivel), Új Magyar Könyvkiadó, Budapest, 1954
- Abasidze, Grigol: A koronás csábító, Európa Könyvkiadó, Budapest, 1986

## Nyelvészeti szakirodalom
- Aronson, Howard: Georgian: A Reading Grammar, Columbus, Ohio, Slavica, 1982 (Grúz nyelvtan a grúz történelemre és kultúrára épülő szövegeken keresztül)